# Арменски език
Арменският език е древен индоевропейски език, говорен предимно в Република Армения и сред част от арменците в арменската диаспора по цял свят. Той съставлява самостоен клон в семейството на индоевропейските езици и няма живи близкородствени езици. Много учени смятат, че той е родствен на мъртвите фригийски, тракийски и дакийски език. От днес съществуващите езици, гръцкият изглежда най-близък до арменския, макар че последният съдържа и много заемки от персийски език, който също е индоевропейски език.
Фонологията на арменския език е богата на съгласни съчетания по начина на учленение: преградни и проходни (търкави/фрикативни). Преградните в зависимост от звуковия си състав се делят на три групи: преградно-звучни, беззвучни и придихателно беззвучни. Класическият арменски език се отличава от много индоевропейски езици по това, че съдържа шест преградно-проходни съгласни (африкати). Някои езиковеди считат, че тези африкати са произлезли под влияние на кавказките езици, а други са на мнение, че те са производно на историческото развитие на самия арменски.

## История
Исторически погледнато арменският език се развива в 2 етапа: устен и писмен. Писменият етап се разделя на 3 периода:
1. Древноарменски („Крапар“, т.е. „писмен“ език) или класически период, 5 – 11 век.
2. Средноарменски период, 12 – 16 век.
3. Новоарменски (съвременен арменски) период, от 17 век до наши дни. Той е разделен на два варианта:

- Източноарменски литературен вариант
- Западноарменски литературен вариант.

### Източноарменски
Източноноарменският литературен вариант на езика е създаден въз основа на Араратския диалект или въз основа на диалектите от групата „ум“ (от формите на спрежение на сегашното и минало несъвършеното време на глаголите в изявително наклонение). При изграждането му важна роля са изиграли някои учебни заведения, от които по-значителни са Астраханското училище (1810 г.),
Лазаревският институт в Москва (1815 г.) и Нерсисянското училище в Тбилиси (1824 г.). Източноарменският език е държавен език на Арменската република.

### Западноарменски
Западноарменският литературен вариант на езика възниква въз основа на диалекта на Константинопол или въз основа на диалектите от групата „гъ“ (от формите на сегашното и миналото несъвършено времена на изявителното наклонение). Той се оформя от 12 век и при изграждането му важна роля изиграват западноарменските културни центрове в Константинопол, Смирна, Венеция и Виена. Западноарменският литературен вариант на езика се отличава от източноарменския вариант по различните звукови стойности на някои съгласни от системата на арменската азбука, с разлики в склоненията, местоименията, членообразуването, речниковия състав и др. Тези различия не пречат на говорещите различни варианти да се разбират по между си. След арменския геноцид числото на ползващите Западноарменския литературен вариант в Турция се съкращава драстично, но в Цариград продължават да функционират множество арменски училища и други институции, свързани с местната арменска общност.
В западноарменския език ударенията на всички думи са на последната сричка.
- В арменските училища в България също се е изучавал западноарменския вариант.

### Разлики
Източноарменският и западноарменският имат различна граматика и произнасят, заменят някои съгласни.
В източноарменският „б“ заменя „п“ (например „барев“/ „парев“ за „здравей“), „г“ заменя „к“ (например „Геворк“/ „Кеворк“, име).
При източноарменския изписването на думите и граматиката са симплифицирани. Има силно руско влияние.

### Диалекти
Първа класификация на разговорния арменски език прави Степанос Сюнеци (8 век). Неговата класификация се основава на географския принцип. Той разграничава един централен диалект и 7 перифрийни диалекти: корчайски, тайски, хутски, Четвърта Армения, сперски, сюникски и арцахски.
Има сведения за арменските диалекти и благодарение на изследванията на Фр. Риволи и И. Шредер, направени през 17 – 18 в. Те регистрират множество диалектни думи, така и дават сведения за агулиския, джулфинския, тбилиския, карабахския, малоазийския и ванския диалекти. Съгласно съвременната арменска диалектология, разговорният вариант на арменския език е представен от около 50 диалекта, които се разделят на източни („ум“) и западни („гъ“). Източноарменските диалекти са говорими предимно в Република Армения, Иран и Индия. Историческа база за развитието на западните арменски диалекти е била Византия, а по-късно – Турция.
Арменският език се изписва със специфична арменска азбука, създадена от св. Месроб Машдоц през 406 г.

## Граматика

### Фонология
Класическият арменски отличава седем гласни, a, i, schwa, отворено e, затворено e, o и u, които се транскрибират като a, i, ē, e, ə, o, ow.
Преградните звукове имат специална аспиратна последователност: p῾ t῾, č῾, k῾.

### Съществителни
Класическият арменски няма граматичен род, нито дори и в местоименията. Номиналната инфлексия обаче запазва няколко типа стеми. Съществителното може да се мени по шест падежа – именителен, винителен, местен, родителен/дателен, аблатив, творителен.